# Niši nyilatkozat
A niši nyilatkozat (szerbül: Нишка декларација) egy, az első világháború közepette, 1914. december 7-én kiadott dokumentum volt, amelyben a Szerb Királyság kormánya hivatalosan deklarálta háborús céljait. Az Ausztria-Magyarországon élő délszlávok támogatását célzó nyilatkozatot a kolubarai csata idején tették közzé, és ígéretet tartalmazott a délszlávok idegen uralom alóli felszabadítására és egy közös délszláv állam létrehozására. Mivel a szerb kormány a konfliktus során korábban elmenekült Belgrádból, a nyilatkozatot Nišben, az ideiglenes szerb fővárosban fogadták el.
Az antant nem fogadta el a niši nyilatkozatban megfogalmazott célokat, mert akkor még támogatták Ausztria-Magyarország fennmaradását. A következő években a szövetségesek támogatása az Ausztria-Magyarországgal kötendő különbéke érdekében és a trialista reformjavaslatok, mint az 1917-es májusi nyilatkozat arra motiválta a szerb kormányt, hogy működjön együtt a Jugoszláv Bizottsággal. A szerb kormány és a Jugoszláv Bizottság közötti tárgyalások az 1917-es korfui nyilatkozathoz vezettek, amelyben, miután a háború véget ér a két fél megegyezett egy közös délszláv állam létrehozásában.

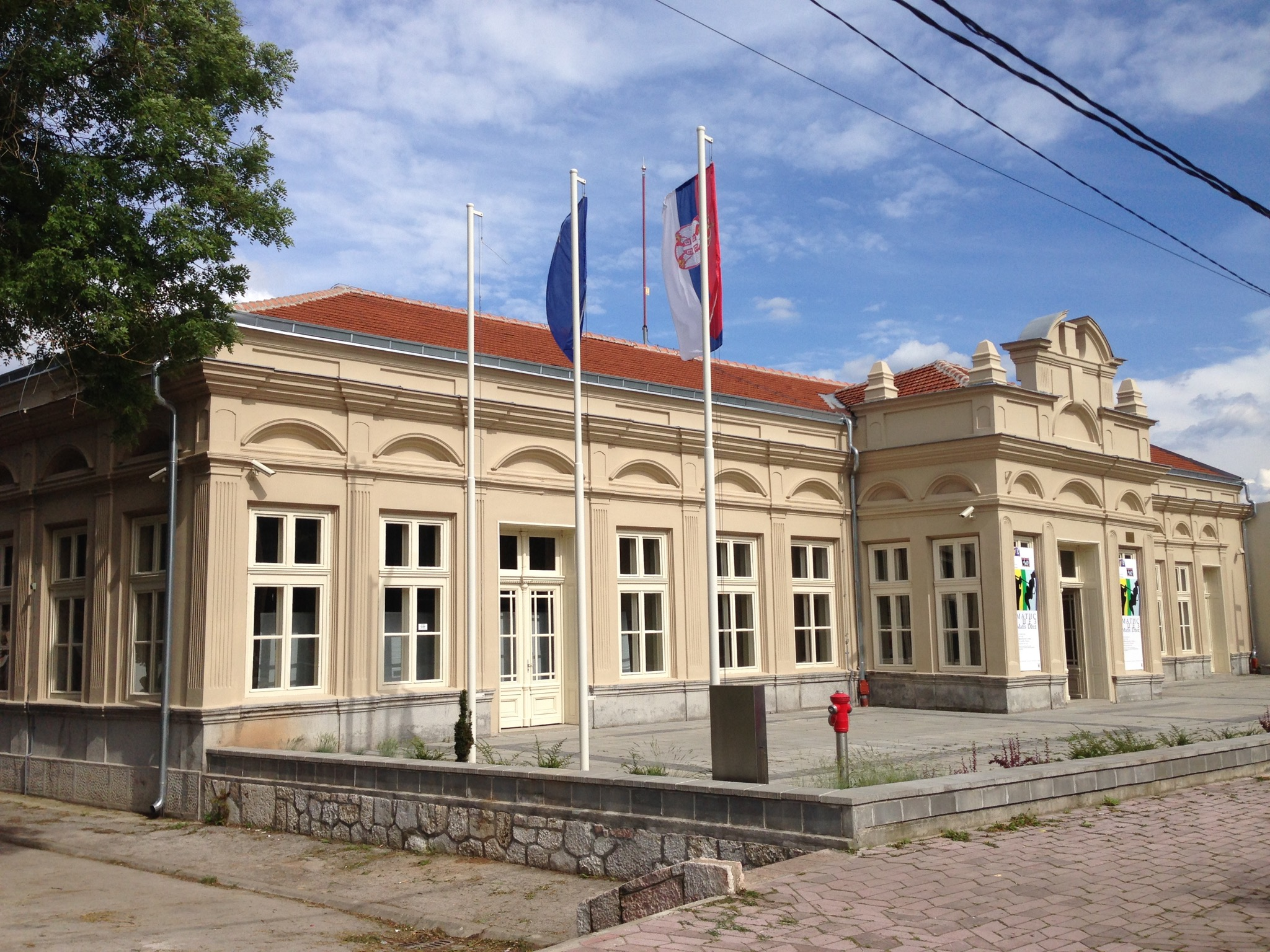
A niši Tiszti Klub korábbi épülete, ahol a nyilatkozatot kiadták

## Előzmények
Az első világháború elején a szerb hadjárat kezdeti szakaszában a szerb királyi hadsereg sikeresen visszaverte az osztrák-magyar hadsereg támadásait. 1914 novemberének elejére a szerb hadsereg kénytelen volt elhagyni a szerb fővárost, Belgrádot és az ország északkeleti részén fekvő területet. Szerbia kormánya délre Niš városába vonult vissza, amely az ország ideiglenes fővárosa lett. November közepén az osztrák-magyar hadsereg elérte a Kolubara folyót, de az egy hónapig tartó kolubarai csata miatt nem tudtak továbbhaladni, majd a kezdeményezés az osztrák-magyar hadseregről a szerbekhez került, akik december 3-án ellentámadásba mentek át.
Az ellenségeskedés kitörését követően Szerbia vezetése a háborút a Balkán szerbek lakta területein túlmutató területi terjeszkedés lehetőségének tekintette. Az ország háborús céljainak meghatározásával megbízott bizottság Horvát-Szlavónország, a Szlovén földek, Vajdaság, Bosznia-Hercegovina és Dalmácia bekebelezésével kidolgozta a jugoszláv állam létrehozásának programját. Ez megismételte Ilija Garasanin szerb belügyminiszter 1844-es Načertanije (Tervezet) című művében leírtakat – az Oszmán Birodalom összeomlását előrevetítő értekezését, amely, hogy megelőzze az orosz vagy osztrák balkáni terjeszkedést, az összes szerb egy államban való egyesítését szorgalmazta.

## A nyilatkozat
A szerb kormány Nišben december 7-én kinyilvánította háborús céljait, melyet a Szerb Nemzetgyűlés is megerősített. A niši nyilatkozatban a Szerb Nemzetgyűlés meghírdette a „felszabadítatlan testvérek” felszabadításáért és egyesüléséért folytatott küzdelmet. A nyilatkozat azonban nem említette Nagy-Szerbiát, ehelyett a nyilatkozat „egy nép három törzséről” beszélt, amikor a szerbekre, horvátokra és szlovénekre utalt. Andrej Mitrović történész a nyilatkozatot a szerb kormány „jugoszláv” nyilatkozatának minősítette, mivel a kormány a nyilatkozatban azt nyilatkoztatta ki, hogy a szerb állam és a „szerb-horvát és szlovén törzs” szolgálatában tevékenykedik.
Az „egy nép három törzse” fogalmát Jovan Cvijić vezetésével a belgrádi tudósok egy csoportja vezette be 1914 decemberében. Cvijić és munkatársai a macedónokat és a bosnyákokat etnikailag „kialakulatlan elemeknek” tekintették, melyeket a szerbek gyorsan tudtak asszimilálni. A montenegróiakat a nyilatkozat nem említette, mivel Szerbia az antant hatalmak támogatásával központi szerepet vállalt a leendő délszláv állam állam építésében. Cvijić nézetei azért épültek be a niši nyilatkozatba, mivel a rövid időtartamú háború reményei irreálisakká váltak, a nyilatkozatnak pedig az Ausztria-Magyarországon élő délszlávok támogatása volt a célja. A kormányt arra ösztönözte, hogy a többi délszlávhoz forduljon, mivel attól tartottak, hogy antant szövetségesektől kevés anyagi támogatás érkezik.

## Következmények
Az antant soha nem fogadta el a niši nyilatkozatot. Az Ausztria-Magyarország megőrzésének nemzetközi támogatottsága csak az Amerikai Egyesült Államok 1917-es háborúba lépésével kezdett csökkenni. Ennek ellenére Woodrow Wilson amerikai elnök tizennégy pontos beszédében csak autonómiát ígért Ausztria-Magyarország népeinek. A kettős monarchia megőrzésének gondolatát csak a breszt-litovszki békeszerződés 1918. márciusi aláírása után adták fel, amikor a szövetségesek meggyőződtek arról, hogy a monarchia nem tud ellenállni a kommunista forradalomnak.
1917. május 30-án a Bécsi Birodalmi Tanács délszláv tagjai átadták a testületnek a májusi nyilatkozatot, egy kiáltványt, amely a horvátok, szlovének és szerbek lakta Habsburg-földek egyesítését követeli egy demokratikus, szabad és független állammá, amely jogállása megegyezik Cisleitániával, ill. a Magyar Királyság, a Habsburg-dinasztia alatt . A májusi nyilatkozatot akkor adták ki, amikor az antant még kereste az Ausztria-Magyarországgal való különbéke megteremtésének, és ezáltal a Német Birodalom befolyásától való leválasztásának módjait. Ez problémát jelentett a szerb kormány számára, amelyet az 1915–1916 telén végrehajtott nagy visszavonulást követően a görögországi Korfu szigetére száműztek. Ha a külön békeszerződés megvalósul, az megnövelte volna a trialista megoldás kockázatát a Habsburg uralom alatt élő délszlávok számára, megakadályozva Szerbia háborús céljainak teljesítését. Nikola Pašić szerb miniszterelnök, aki a februári oroszországi forradalom óta nem kapott orosz diplomáciai támogatást, kénytelen volt megegyezésre jutni a Jugoszláv Bizottsággal, amely az osztrák-magyar értelmiségiek és politikusok ad hoc csoportja volt, és amely azt állította, hogy ő képviseli a délszláv nemzeti érdekeket. A bizottság legkiemelkedőbb tagja, Frano Supilo a szerb hegemónia fenyegetésének ellensúlyozására föderációt szorgalmazott egy közös délszláv államban. Pašić meghívta a Jugoszláv Bizottságot, hogy tárgyaljanak a háború utáni egyesülés elveiről, ami 1917 júliusában létrehozta a korfui nyilatkozatot. Az új nyilatkozat megtartotta az „egy háromnevű nép” kifejezést, amelyet először a niši nyilatkozat használt.

## Fordítás
Ez a szócikk részben vagy egészben  a   Niš Declaration című angol Wikipédia-szócikk ezen változatának fordításán alapul.  Az eredeti cikk szerkesztőit annak laptörténete sorolja fel. Ez a jelzés csupán a megfogalmazás eredetét és a szerzői jogokat jelzi, nem szolgál a cikkben szereplő információk forrásmegjelöléseként.